# Caramelito Carrizo
Cecilia Julia "Caramelito" Carrizo (Buenos Aires, 5 de octubre de 1973) es una exmodelo, actriz, cantante y presentadora de programas infantiles argentina. Recientemente, fue una de las panelistas del programa A la tarde conducido por Karina Mazzocco emitido por América TV.

## Carrera
Inició su carrera como modelo publicitaria en la década de 1990. Luego pasó a la televisión donde forjó su carrera como animadora y cantante, debutando con la ficción Amigovios.
Se hizo popular por su apodo "Caramelito" en 1994, cuando pasó a formar parte de la tribuna del programa Nico, conducido por Nicolás Repetto, que se emitía todos los mediodías por Telefé. Allí, junto a un grupo de talentosos artistas, acompañaban al conductor coreando y bailando canciones de estilo "de cancha" en cada segmento del show. Ella hacía también de Era, una profesora de gimnasia sexy que tenía mucha buena onda y dulzura.
Como conductora condujo dos ciclos por Canal 13, donde demostró todo su talento para cantar, bailar, conducir y hacer divertir al público infantil junto a su grupo de bailarines. Fue un éxito de todas las tardes con el cual editó varios discos y llegó al teatro con diversos espectáculos.
Hizo algunos protagónicos en el teatro y en la televisión, pero se tomó varios años lejos de las cámaras para formar su familia.
En 2008 trabajó en la película «La luz del bosque», con dirección de Jorge José Pstyga y Ofelia Escasany, junto a Fernando Lúpiz y Jorge Dorio.
En 2009 comenzó a interesarse por el mundo de la producción de artistas junto a su hermano Martín Carrizo. También tuvo su propio estudio de teatro para chicos que denominó "El Taller de Caramelito".

## Vida personal
Su hermano fue el baterista y productor musical Martín Carrizo (1972-2022), quien llegó a tocar junto a Gustavo Cerati y formó parte de la banda que acompañaba al Indio Solari, siendo considerado como uno de los mejores bateristas argentinos de los últimos 20 años.[¿por quién?]
Estuvo casada con Damián Giorgiutti entre 1998 y 2023. Tienen dos hijos: Lorenzo, nacido en 2005, y Benito, nacido en 2009.

## Televisión
| Año       | Programa                    | Canal      |
| --------- | --------------------------- | ---------- |
| 1994-1995 | Los machos                  | eltrece    |
| 1995      | Amigovios                   | eltrece    |
| 1995      | Nico                        | Telefe     |
| 1997-1998 | Caramelito en barra         | eltrece    |
| 1999      | Caramelito y vos            | eltrece    |
| 2000      | La casa de Caramelito       | eltrece    |
| 2002      | Poné a Francella            | Telefe     |
| 2003      | El arca de Caramelito       | elnueve    |
| 2006      | Cantando por un sueño       | eltrece    |
| 2011-2012 | Los sónicos                 | elnueve    |
| 2012      | Babylon                     | elnueve    |
| 2014-2016 | Caramelito, siempre con vos | elnueve    |
| 2017      | La peña de Morfi            | Telefe     |
| 2018-2019 | Crónica noticias Domingo    | Crónica HD |
| 2021-2022 | A la tarde                  | América    |

## Cine
- 2006: La luz del bosque

## Teatro
- 2016/2017: Cantando sobre la mesa, junto a Martín Ruiz, en el teatro Auditorium de Mar del Plata. El elenco se completaba con Juan Manuel Besteiro, Nicolás Serraiti, Laura Bertonazzi, Ayelén Godoy y Nicolás Acosta.[7]
- 2013: El flautista de Hamelín, junto a Florencia Otero y Germán Tripel.
- 2008: Más que amigos - Teatro Premier junto a Marcelo de Bellis, Alberto Martín, Silvina Luna, Diego Pérez y Silvio Klein.
- 2006: Shows de "Caramelito"
- 2005: El show de las divorciadas, en reemplazó de Catherine Fulop. Junto a Ana Acosta, Julia Zenko, Jessica Schultz y Victoria Carreras. Donde hizo una gira por la costa y funciones en Madrid.
- 2004: La fábrica de Caramelito.
- 2003: Un viaje con Caramelito.
- 2000: La casa de Caramelito.
- 1999: Caramelito y vos.[8]

## Discografía
- 2003: "Caramelito" (disco de oro)[8]
- 2000: "La casa de Caramelito" (disco de oro)
- 1999: "Caramelito y vos" (disco de oro y platino)
- 1997: "Caramelito en Barra" (disco de oro)

### Canciones
Caramelito en barra (1997)
- Caramelito en barra
- Mueve la colita
- Nuestras huellas
- Amiga mía
- Uni doli tua
- Bailemos
- Cada uno es como es
- A mí me pareció
- Apasionados

Caramelito y vos (1999)
- Con muchas ganas
- Feliz Cumpleaños
- Gracias
- Ese chico me hace plop
- El ejercicio de la sonrisa
- Superecológica
- Tu libro
- Dulce mamá
- Signosón
- Son tus amigos
- Es la música

La casa de Caramelito (2000)
- Porfi
- Estás muy adentro mío
- Tu fiel compañía
- Uno, dos y tres
- Con tu magia
- Sueño con la música
- Rock
- Señor Buzón
- Salsa Celosa
- Me enamoré
- Consuelito
- Uno, dos y tres
- Canción para dormir
- Tu fiel Compañía
- Gracias

Caramelito (2003)
- Tu corazón junto al mío
- Nuestro amor
- Besos
- Burbujas y espumas
- Canción de los animales
- Tereo Tereo
- Tus derechos
- Ja Je Ji Jo Ju

## Premios y nominaciones
- Ganadora del Premio Estrella de Mar 2017 como Mejor figura de espectáculo infantil por Cantando sobre la mesa.[9]
- Nominada a los Premios Don Segundo Sombra 1997 como mejor conductora infantil.[10]